# Francisco Hurtado del Pino
Francisco Hurtado del Pino (Orán, Imperio español, 30 de marzo de 1748) fue un militar e ingeniero español. Ejerció el cargo de gobernador intendente de la provincia de Chiloé, en la actual Región de los Lagos de Chile, entre 1786 y 1788.

## Biografía
Nació el 30 de marzo de 1748 en Orán, durante la administración española de Argelia, siendo hijo de los españoles Agustín Hurtado y Francisca del Pino.
En 1764 ingresó como cadete a la carrera militar, continuando posteriormente su carrera como ayudante de ingeniero en Cádiz, y siendo destinado posteriormente a México y La Habana. En 1783 volvió a Cádiz, donde obtuvo el cargo de ingeniero primero.
El 27 de octubre de 1784 fue nombrado gobernador intendente de la recién creada Intendencia de Chiloé, que dependía del Virreinato del Perú liderado por Teodoro de Croix, pero que ostentaba una mayor autonomía para la toma de decisiones comparado a su anterior rango de gobernación militar.
Debido a su formación en ingeniería, se le encargó la confección de reportes sobre la situación económica y militar del archipiélago, donde en una primera etapa se manifiesta partidario de la unión de Chiloé con Perú por sobre su antiguo vínculo con Chile. No obstante, en una segunda etapa comenzó a percibir que la dependencia con el Virreinato entorpecía su administración, y que la mejor forma de gobernar Chiloé sería convirtiéndola en una Capitanía General que se entendiese directamente con el Consejo de Indias en España. Estas diferencias con el virreinato terminaron provocando su destitución en 1788, así como la abolición de la institución de la intendencia en el archipiélago, que a partir de entonces volvió a ser convertida en una gobernación militar, con gobernadores de confianza del virrey. Fue sucedido por el gobernador interino Francisco Garós, quien gobernaría hasta 1791.
Pese a la corta duración de su administración, en este periodo se iniciaron las obras del Camino Real entre Carelmapu y Osorno, y se habrían realizado trabajos de reedificación de los fuertes de Agüi, Calbuco, Carelmapu y Castro. También durante esta administración se levantó el Padrón General de la Provincia de Chiloé, que recopiló información censal sobre la población de la provincia. Por estas obras, de acuerdo al Cabildo de Castro, principal institución de la comunidad hispano-chilota de la época, Hurtado habría llevado la luz de la razón al archipiélago.